# فوالتادجو
فوالتادجو (بالإيطالية: Voltaggio)‏ هي بلدية في مقاطعة ألساندريا في إقليم بييمونتي في إيطاليا.

## السكان
في سنة 1861 بلغ عدد السكان 1٬957 نسمة، وتطور العدد ليصل في سنة 2011 لـ 759 نسمة.
يظهر هذا المخطط البياني تطور النمو السكاني لـ فوالتادجو